# Calamaria thanhi
Calamaria thanhi är en ormart som beskrevs av Ziegler och Quyet 2005. Calamaria thanhi ingår i släktet Calamaria och familjen snokar. IUCN kategoriserar arten globalt som otillräckligt studerad. Inga underarter finns listade.
Arten förekommer i en liten region i provinsen Quang Binh i centrala Vietnam. Honor lägger ägg.